# برگن (داکوتای شمالی)
برگن(به انگلیسی: Bergen) شهری در ایالت داکوتای شمالی کشور ایالات متحده آمریکا است که جمعیت آن در سرشماری سال ۲۰۱۰ میلادی، ۷ نفر بوده‌است.